# Alstrup Sogn (Jammerbugt Kommune)
|  | Dette opslag omhandler sognet i Vendsyssel, for sognet af samme navn i Himmerland, se Alstrup Sogn (Vesthimmerlands Kommune) |
Alstrup Sogn er et sogn i Jammerbugt Provsti (Aalborg Stift).
I 1800-tallet var Vester Hjermitslev Sogn og Alstrup Sogn annekser til Ingstrup Sogn. Alle 3 sogne hørte til Hvetbo Herred i Hjørring Amt. Ingstrup-Vester Hjermitslev-Alstrup sognekommune blev ved kommunalreformen i 1970 indlemmet i Pandrup Kommune, som ved strukturreformen i 2007 indgik i Jammerbugt Kommune. 
I Alstrup Sogn ligger Alstrup Kirke.
I sognet findes følgende autoriserede stednavne:
- Alstrup (bebyggelse, ejerlav)
- Alstrup Mark (bebyggelse)
- Alstrup Nymark (bebyggelse)
- Langbak (bebyggelse)
- Spavngårde (bebyggelse)